# Église Notre-Dame-de-l'Assomption de Montjoie-en-Couserans
L'église Notre-Dame-de-l'Assomption de Montjoie-en-Couserans est une église romane située en France sur la commune de Montjoie-en-Couserans, dans le département de l'Ariège, en région Occitanie.

## Description
C’est une église fortifiée par deux tours cernant le clocher-mur, initiée à la fin du XIIe siècle remaniée aux XIVe siècle et XVIe siècle.

## Localisation
Elle se situe à 454 m d'altitude à proximité de Saint-Girons, au nord-est de cette ville et à l'est de Saint-Lizier. 

## Historique
Les premiers éléments de cette église datent de la fin du XIIe siècle. Elle a été intégrée à la petite bastide royale fondée en 1268 par Alphonse de Poitiers, prince de sang royal, frère de saint Louis et grand bâtisseur, en contrat de paréage avec l'évêque de Couserans.
Elle fait l'objet d'un classement partiel pour la façade au titre des monuments historiques par arrêté du 4 janvier 1901.

## Galerie

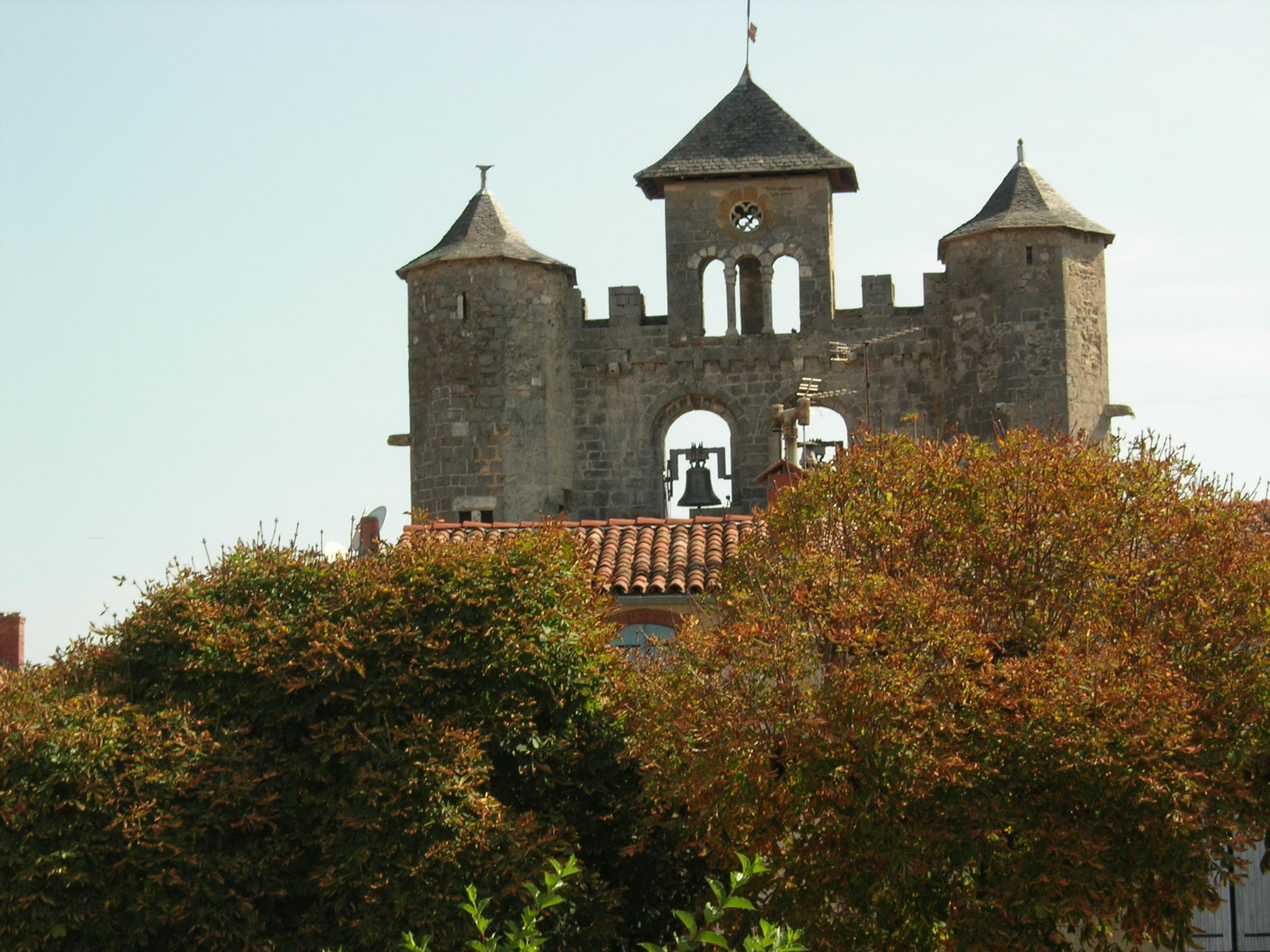
Le campanile.
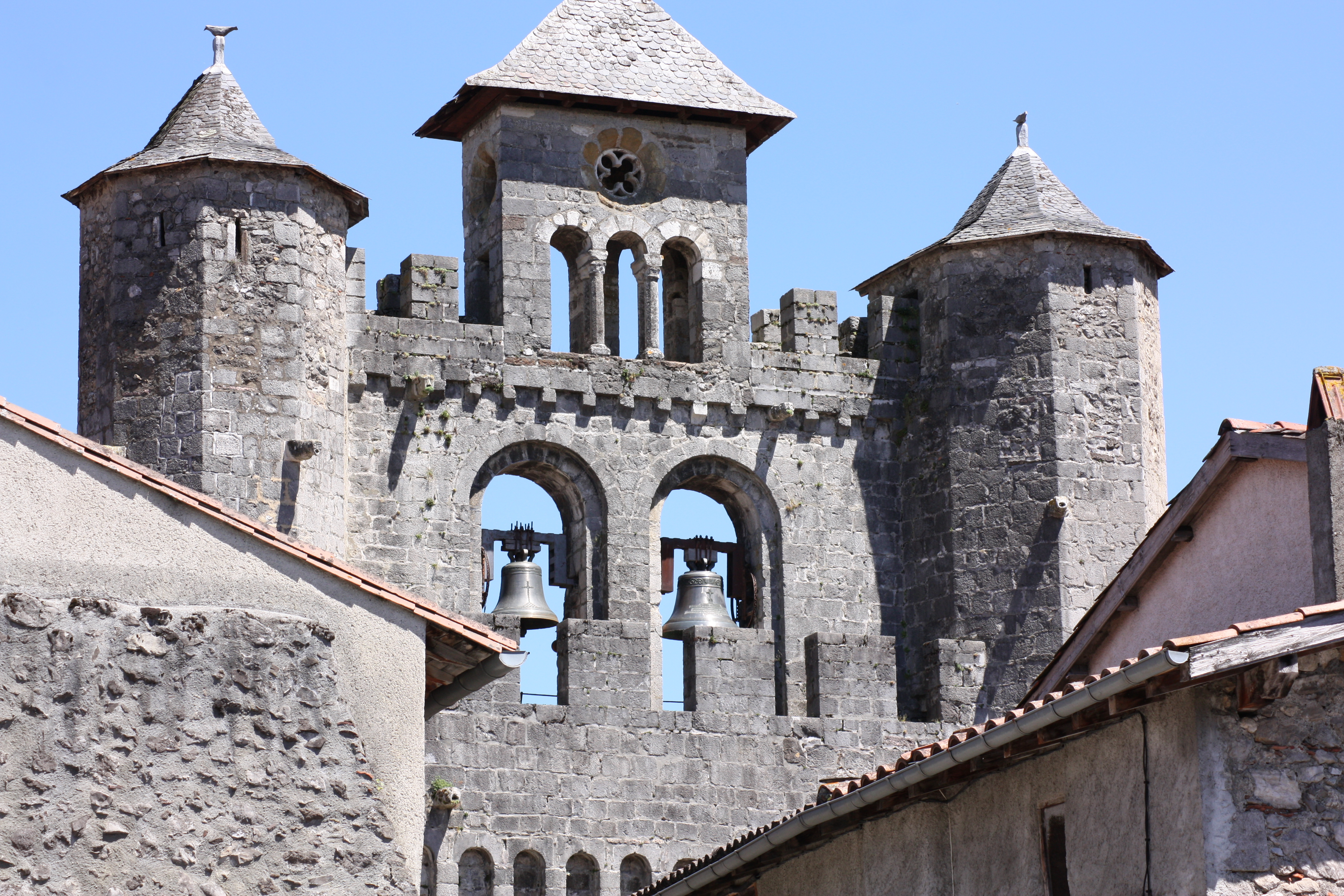
Clocher-mur fortifié.

## Valorisation du patrimoine
Comme l'ensemble du patrimoine communal, cette église bénéficie de l'attention de l'association Les Amis du patrimoine religieux et communal de Montjoie-en-Couserans en action depuis 2006.